# Heinrich-Schütz-Haus (Bad Köstritz)
Het Heinrich-Schütz-Haus is een museum en onderzoekshuis in Bad Köstritz in de Duitse deelstaat Thüringen. Het is het geboortehuis van de barokcomponist Heinrich Schütz.
Sinds 1931 wordt aan Schütz herinnerd door middel van een plaquette aan het huis. In 1954 werd er een museum gevestigd en in 1985, tijdens het 400e geboortejaar van Schütz, werd in het huis een onderzoeks- en herdenkingsplek opgericht. 
Er is een museum ingericht dat herinnert aan het werk en leven van de componist. Sinds 1985 worden jaarlijks in de eerste helft van oktober de Köstritzer Schütz-Tage gehouden, later hernoemd naar Mitteldeutsche Heinrich-Schütz-Tage toen de samenwerking werd aangegaan met het Heinrich-Schütz-Haus in Weißenfels en enkele andere organisaties. Tijdens deze dagen worden allerlei concerten, lezingen, cursussen en andere evenementen georganiseerd.